# Rue du Commerce (entreprise)
Pour les articles homonymes, voir Rue du Commerce.
Rue du Commerce est une entreprise française de grande distribution, acteur du secteur du commerce en ligne en France. Le site a été fondé en 1999 par Patrick Jacquemin et Gauthier Picquart. Initialement spécialisée dans les produits informatiques et électroniques, la société a dès 2007 élargi son offre et propose plus de 3 millions de produits à la vente dans les univers de l’équipement de la maison et de la personne (maison, jardin, bricolage et mode). Rue du Commerce exerce ses activités uniquement sur Internet (« pure player ») et se situe en concurrence directe avec les revendeurs traditionnels.
La société livre ses clients en France, en Belgique et au Luxembourg. Elle a réalisé un chiffre d'affaires de 251 millions d'euros au cours de l'année 2019.
Depuis 2011, le groupe change régulièrement d'actionnariat, racheté à tour de rôle par Altarea en novembre 2011, le groupe Carrefour en janvier 2016, la holding ShopInvest en avril 2020 et enfin le groupe LDLC en avril 2024.

## Historique
Rue du Commerce SA a été cofondée en août 1999 par Patrick Jacquemin et Gauthier Picquart. Pour créer « Rue du Commerce », les cofondateurs s’inspirent d’Amazon, du site de petites annonces Classified et du site d’enchères eBay.
En juin 2006, le SAV obtient la certification ISO 9001-2000 (système de management de la qualité), et devient le premier site internet français à obtenir ce label.
En mars 2009, Rue du Commerce rachète ses concurrents Top Achatet Clust à France Telecom E-Commerce.
Fin 2009, RueDuCommerce reprend alapage à France Telecom E-Commerce.
En novembre 2011, Rue du Commerce est racheté par le groupe Altarea Cogedim (gestionnaire de 45 centres commerciaux en France, en Italie et en Espagne) par le biais d’une OPA amicale, alors que la société réalise un volume d’affaires de 420 millions d’euros et un chiffre d’affaires de 316 millions d’euros. Le groupe entend créer des passerelles entre le commerce en ligne et le commerce physique et inventer de nouveaux formats de commerce. Le prix d'achat est de 9 € par action soit plus de 100 millions d'euros.
En 2014, Rue du Commerce employait 373 personnes, et s'est dotée d'une place du marché Mirakl.
Le 4 janvier 2016 « Rue du commerce » est racheté par le Groupe Carrefour, leader français du secteur de la grande distribution pour une valeur comprise entre 20 et 30 millions d'euros. Étant racheté par Carrefour, « Rue du commerce » remplace dorénavant le site de vente en ligne Carrefour Online.
En novembre 2019, Groupe Carrefour annonce avoir reçu une offre ferme d'achat de la part de Karine Schrenzel et Olivier Gensburger, les fondateurs et propriétaires de ShopInvest, un groupe qui possède dix sites dont la société 3 Suisses, pour la cession de Rue du Commerce,,. Le 30 avril 2020, l'opération de rachat est finalisée entre Carrefour et ShopInvest.
Quatre ans plus tard, la société est rachetée par le groupe LDLC en juillet 2024, dans le but de faire des synergies avec son site commerçant principal, pour un montant de 6 millions d'euros,.

## Informations financières[7]
| Année                    | 2004  | 2005  | 2006  | 2007  | 2008  | 2009  | 2010  | 2011  | 2012  | 2013  | 2014  | 2015  | 2016  | 2017  | 2018  | 2019  |
| ------------------------ | ----- | ----- | ----- | ----- | ----- | ----- | ----- | ----- | ----- | ----- | ----- | ----- | ----- | ----- | ----- | ----- |
| Chiffre d'affaires en M€ | 109,9 | 179,0 | 227,4 | 270,8 | 312,5 | 322,3 | 355,7 | 316,8 | 257,0 | 332,0 | 320,2 | 263,9 | 244,5 | 261,4 | 277,7 | 251,2 |
| Résultat en M€           | 2,8   | 5,8   | 0,3   | 4,2   | 1,3   | 2,2   | 0,6   | 1,4   | -5,7  | -9,6  | -14,5 | -35,8 | -34,9 | -47,2 | -51,2 | -46,6 |
| Effectif moyen           | 99    | 135   | 135   | 207   | 246   | 311   | 339   | 296   | 327   | ?     | 373   | 307   | 290   | 324   | 383   | 345   |

## Identité visuelle
Depuis son rachat par Carrefour en 2016, le logo du nouveau propriétaire est intégré en blanc à sa base verte. Après la vente de l'entreprise à Shopinvest, le logo de Carrefour a disparu mais la taille de la base verte reste identique.[réf. nécessaire] En février 2023, une nouvelle identité visuelle illustre le nouveau positionnement de Rue du Commerce.

Logos de Rue du commerce
De novembre 2013 à janvier 2016.
De janvier 2016 à mai 2020
De mai 2020 à février 2023
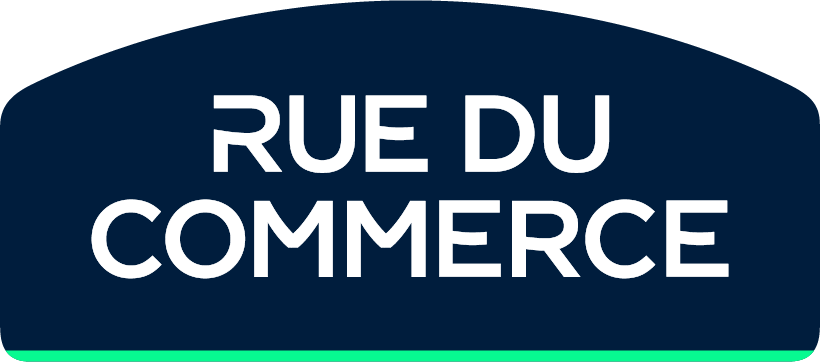
Depuis février 2023

### Stratégie de l’entreprise
Rue du Commerce développe en 2001 l’association NetEcho avec trois partenaires que sont Houra.fr, ChateauOnline.com et TravelPrice.fr afin de rassurer leurs clients respectifs et de les sensibiliser aux précautions à prendre sur Internet pour se protéger des fraudes.